# Alessandro Spada
Alessandro Spada (* 4. April 1787 in Rom; † 16. Dezember 1843 ebenda) war ein italienischer Kardinal der Römischen Kirche.

## Leben

### Herkunft und frühe Jahre
Er war der Sohn des Fürsten Giuseppe Spada Veralli und dessen Ehefrau Giacinta Ruspoli und gehörte damit von beiden Elternteilen her hochadeligen Familien Roms und Bolognas an. Zur Familie des Vaters zählten die Kardinäle Bernardino Spada und Fabrizio Spada, seine Mutter war eine Nichte des Kardinals Bartolomeo Ruspoli und durch ihre Mutter Halbschwester des Kardinals Benedetto Naro. Sein älterer Bruder Leonida Spada (* 1779), war ebenfalls Prälat der römischen Kurie. Alessandro Spada besuchte das Collegio in Parma sowie das Collegio Nazareno in Rom.

### Kirchliche Laufbahn
Am 14. August 1815 trat Alessandro Spada als Päpstlicher Hausprälat in den Dienst der Kurie und wurde am 31. August desselben Jahres Referendar an den Gerichtshöfen der Apostolischen Signatur. Er wurde am 9. März 1816 zum Ponens der Apostolischen Güterverwaltung ernannt. Nachdem sein Bruder Leonida am 19. Dezember 1816 aus Gesundheitsgründen als Auditor der Römischen Rota zurückgetreten war und wenig später starb, wurde Alessandro Spada von Papst Pius VII. am 8. April 1817 für Bologna in die Rota berufen. Am 25. Juni 1827 wurde er Dekan des Gerichtshofes und am 25. Juli desselben Jahres Konsultor des Heiligen Offiziums.
Im Konsistorium vom 23. Juni 1834 erhob Papst Gregor XVI. ihn in pectore zum Kardinal, dies wurde im Konsistorium vom 6. April 1835 bekanntgemacht. Der neu ernannte Kardinaldiakon erhielt Alessandro Spada am 9. April desselben Jahres den Kardinalshut und am 24. Juli 1835 Santa Maria in Cosmedin als Titeldiakonie. Von 1836 bis zum 19. Mai 1837 war er Kämmerer des Heiligen Kardinalskollegiums und ab dem 9. August 1839 drei Jahre lang päpstlicher Legat in Forlì.
Beigesetzt wurde er in der römischen Kirche Santa Maria in Vallicella.